# Ngerchelchuus
Ngerchelchuus (242 m) és una muntanya d'Oceania. És el cim més alt de Palau.
Es troba a l'illa de Babeldaob, la més gran de l'arxipèlag. Es troba a l'estat de Ngardmau, molt a prop de la frontera amb l'estat de Ngaremlengui al nord-oest de l'illa.

## Nom
És comú utilitzar-lo sense un nom genèric. Acompanyat del genèric "muntanya" s'anomena Rois Ngerchelchuus (en palauà) i Mount Ngerchelchuus (en anglès); la variant Ngerchelchauus també s'utilitza i també s'anomena Makelulu.

## Geologia
De les 53 plaques tectòniques del món, Palau es troba a la placa de Carolina. Ngerchelchuus és la muntanya més alta d'aquesta placa.
La muntanya es troba en un espai natural protegit. Al seu sud, a l'estat de Ngardmau, hi ha el bosc més gran i antic de Palau; hi ha arbres enormes que acullen molts tipus d'ocells. Per a l'estat de Ngardmau, la muntanya és un símbol que s'acostuma a lluïr a les plaques dels cotxes, recordant la muntanya i la cascada de 37 metres.

## Ascens
Els camins per apropar-se a la muntanya són molt dolents i l'expedició sol necessitar l'ajuda d'un guia local; tanmateix, és possible arribar al cim des d'Imeong (la capital de l'estat de Ngaremlengui) en vehicle 4x4 o a peu.